# 李勇 (1948年)
李勇（1948年—），汉族。第十一届全国政协委员。李富春、蔡畅之孙。
曾任赵紫阳秘书，后担任天津经济技术开发区管委会主任、开发区保税区工委副书记。
2008年，当选第十一届全国政协委员，代表经济界，分入第三十四组。并担任经济委员会专委。